# Alemania en la Eurocopa 2016
La Selección de fútbol de Alemania fue uno de los 24 equipos participantes en la Eurocopa 2016, torneo que se llevó a cabo entre el 10 de junio y el 10 de julio de 2016 en Francia. Fue la duodécima participación de Alemania.
El sorteo, que se llevó a cabo el 12 de diciembre de 2015 en el Palacio de Congresos de París a las 18:00 hora local (UTC+1), determinó que Alemania dispute sus partidos en el grupo C junto a Ucrania —contra quien debutó—, Polonia e Irlanda del Norte.
Alemania. Posteriormente igualó sin anotaciones frente a Polonia, el 16 de julio en Saint Denis. Su último compromiso fue contra Irlanda del Norte, el 21 de junio en París, con un corto resultado de 1-0; Alemania avanzó a octavos de final como líder de su grupo con siete puntos y mejor diferencia de goles que Polonia.
Ya en octavos de final se impuso 3-0 con destacada participación de Julian Draxler, a la selección eslovaca, el 26 de junio en Lille. En cuartos de final empató 1-1 con la selección de Italia en tiempo regular; con casi nulas oportunidades de recuperar el resultado, el partido prosiguió a la tanda de penales. Históricamente los germanos no solían perder en penales, pero tampoco vencer a los italianos. Posteriormente, fue vencedora por 6:5 en una errática tanda y por ello clasificó por octava vez a una semifinal de Europa. Cayó 2-0 en la semifinal ante la selección francesa con goles de Antoine Griezmann en Marsella. Con el rendimiento estadístico durante el torneo ocupó el cuarto puesto después de Gales, Francia y Portugal.

## Clasificación
El 24 de enero de 2014 la UEFA definió los bombos de cara al sorteo de la fase de clasificación, las 53 selecciones involucradas fueron divididas en 6 bombos de acuerdo a su ubicación en el ranking de coeficientes de selecciones nacionales elaborada por UEFA el 12 de diciembre de 2013. Cinco bombos se conformaron con 9 equipos y el sexto tuvo a las 8 selecciones con el peor coeficiente.
Alemania en el sorteo quedó entablada en el grupo D junto con Escocia, Georgia, Gibraltar, Irlanda y Polonia.
Luego de obtener su cuarta Copa Mundial en Brasil, Alemania debutó en la clasificación como local el 7 de septiembre de 2014, en Dortmund, se impuso 2:1 sobre Escocia con doblete de Thomas Müller (18', 70'), mientras que el escocés Ikechi Anya al 66' marcó el tanto para su país. El 11 de octubre, Alemania cayó en Varsovia por 2:0 ante Polonia con anotaciones de Milik (51') y Mila (78'). El 14 de octubre, Alemania comprometió su participación en la fase final tras empatar 1:1 ante Irlanda, como anotadores, Toni Kroos al 71' para teutones y el irlandés John O'Shea emparejó al 90+4'.
El 14 de noviembre, en Núremberg, triunfaron 4:0 ante el debutante Gibraltar con goles de Müller (12', 29'), Götze (38') y autogol de Yogan Santos (67'). El 29 de marzo de 2015, logró el triunfo por 2:0 ante Georgia en Tifis, con anotaciones de Marco Reus (39') y Müller (44'). En la sexta fecha, disputada el 13 de junio, goleó 7:0 a Gibraltar en Faro, Portugal, André Schürrle marcó triplete a los 28', 65', 71', Max Kruse logró un doblete al 47' y 81', Bellarabi (57') y Gündoğan (51') completaron el marcador.
El 4 de septiembre en Fráncfort del Meno, con goles de Müller al 12' y Götze al 19' y 82', Alemania se impuso 3:1 a Polonia para recuperar el liderato de la clasificación. Tres días después con un triunfo 3:2 en Glasgow ante Escocia los teutones acercaron su participación en el evento final de Francia, Müller fue destacado por marcar doblete al 18' y al 34', mientras que Gündoğan marcó la anotación de la victoria.
Pero el 8 de octubre, consiguió su segunda derrota ante Irlanda en Dublín, Shane Long convirtió al 70' el triunfo irlandés. En la última fecha, consiguieron la clasificación tras vencer sufridamente 2:1 a Georgia en Leipzig, Müller al 50' de penal, y Kruse al 79', para los georgianos, Kankava marcó al 53' desde fuera del área.

### Grupo D
| Selección | Pts. | PJ | PG | PE | PP | GF | GC | Dif |
| --------- | ---- | -- | -- | -- | -- | -- | -- | --- |
| Alemania  | 22   | 10 | 7  | 1  | 2  | 24 | 9  | 15  |
| Polonia   | 21   | 10 | 6  | 3  | 1  | 33 | 10 | 23  |
| Irlanda   | 18   | 10 | 5  | 3  | 2  | 19 | 7  | 12  |
| Escocia   | 15   | 10 | 4  | 3  | 3  | 20 | 12 | 8   |
| Georgia   | 9    | 10 | 3  | 0  | 7  | 9  | 15 | -6  |
| Gibraltar | 0    | 10 | 0  | 0  | 10 | 2  | 56 | -54 |

| Fecha                   | Lugar           | Local     |                      | Resultado |                      | Visitante |
| ----------------------- | --------------- | --------- | -------------------- | --------- | -------------------- | --------- |
| 7 de septiembre de 2014 | Dortmund        | Alemania  | Bandera de Alemania  | 2:1 (1:0) | Bandera de Escocia   | Escocia   |
| 11 de octubre de 2014   | Varsovia        | Polonia   | Bandera de Polonia   | 2:0 (0:0) | Bandera de Alemania  | Alemania  |
| 14 de octubre de 2014   | Gelsenkirchen   | Alemania  | Bandera de Alemania  | 1:1 (0:0) | Bandera de Irlanda   | Irlanda   |
| 14 de noviembre de 2014 | Núremberg       | Alemania  | Bandera de Alemania  | 4:0 (3:0) | Bandera de Gibraltar | Gibraltar |
| 29 de marzo de 2015     | Tiflis          | Georgia   | Bandera de Georgia   | 0:2 (0:2) | Bandera de Alemania  | Alemania  |
| 13 de junio de 2015     | Faro (Portugal) | Gibraltar | Bandera de Gibraltar | 0:7 (0:1) | Bandera de Alemania  | Alemania  |
| 4 de septiembre de 2015 | Fráncfort       | Alemania  | Bandera de Alemania  | 3:1 (2:1) | Bandera de Polonia   | Polonia   |
| 7 de septiembre de 2015 | Glasgow         | Escocia   | Bandera de Escocia   | 2:3 (2:2) | Bandera de Alemania  | Alemania  |
| 8 de octubre de 2015    | Dublín          | Irlanda   | Bandera de Irlanda   | 1:0 (0:0) | Bandera de Alemania  | Alemania  |
| 11 de octubre de 2015   | Leipzig         | Alemania  | Bandera de Alemania  | 2:1 (0:0) | Bandera de Georgia   | Georgia   |

### Goleadores
| Jugador         | Goles | Minutos | PJ |
| --------------- | ----- | ------- | -- |
| Thomas Müller   | 9     | 806     | 9  |
| Max Kruse       | 3     | 185     | 5  |
| André Schürrle  | 3     | 390     | 7  |
| Mario Götze     | 3     | 694     | 9  |
| İlkay Gündoğan  | 2     | 369     | 5  |
| Marco Reus      | 1     | 360     | 4  |
| Karim Bellarabi | 1     | 423     | 7  |
| Toni Kroos      | 1     | 799     | 9  |

## Preparación

### Sede de entrenamiento
El 2 de marzo de 2016 la Federación Alemana de Fútbol (DFB) anunció que la sede de entrenamiento y campamento base de concentración de la selección alemana será el complejo Évian-les-Bains ubicado a orillas del lago Lemán de la entidad francesa de Comuna de Francia en la región de Ródano-Alpes en departamento de Alta Saboya. La zona es un lugar de vacaciones de alto nivel, muy cotizado.

### Partidos amistosos
Datos correspondientes al periodo entre la finalización de la Copa Mundial de Fútbol de 2014 y el inicio de la Eurocopa 2016

#### Alemania vs. Argentina
| 3 de septiembre de 2014 | Alemania                 | 2:4 (0:2) | Argentina                                              | ESPRIT Arena, Düsseldorf                                  |                                                           |
|                         | Schürrle 52' · Götze 78' | Reporte   | Agüero 20' · Lamela 40' · Fernández 47' · Di María 50' | Asistencia: 51 132 espectadores Árbitro(s): Björn Kuipers | Asistencia: 51 132 espectadores Árbitro(s): Björn Kuipers |

| Uniformes | Uniformes |
| --------- | --------- |
|           |           |

#### España vs Alemania
| 18 de noviembre de 2014 | España | 0:1 (0:0) | Alemania  | Balaídos, Vigo                                                 |                                                                |
|                         |        | Reporte   | Kroos 89' | Asistencia: 26 900 espectadores Árbitro(s): Stefan Johannesson | Asistencia: 26 900 espectadores Árbitro(s): Stefan Johannesson |

| Uniformes | Uniformes |
| --------- | --------- |
|           |           |

#### Alemania vs Australia
| 25 de marzo de 2015 | Alemania                | 2:2 (1:1) | Australia                | Fritz-Walter-Stadion, Kaiserslautern                       |                                                            |
|                     | Reus 17' · Podolski 81' | Reporte   | Troisi 40' · Jedinak 51' | Asistencia: 46 000 espectadores Árbitro(s): Michael Oliver | Asistencia: 46 000 espectadores Árbitro(s): Michael Oliver |

| Uniformes | Uniformes |
| --------- | --------- |
|           |           |

#### Alemania vs Estados Unidos
| 10 de junio de 2015 | Alemania  | 1:2 (1:1) | Estados Unidos          | Rhein Energie Stadion, Colonia                             |                                                            |
|                     | Kruse 10' | Reporte   | Diskerud 41' · Wood 88' | Asistencia: 40 348 espectadores Árbitro(s): Danny Makkelie | Asistencia: 40 348 espectadores Árbitro(s): Danny Makkelie |

| Uniformes | Uniformes |
| --------- | --------- |
|           |           |

#### Francia vs Alemania
| 13 de noviembre de 2015 | Francia                   | 2:0 (1:0) | Alemania | Stade de France, Saint-Denis                                    |                                                                 |
|                         | Giroud 45+1' · Gignac 86' | Reporte   |          | Asistencia: 80 000 espectadores Árbitro(s): Antonio Mateu Lahoz | Asistencia: 80 000 espectadores Árbitro(s): Antonio Mateu Lahoz |

| Uniformes | Uniformes |
| --------- | --------- |
|           |           |

#### Alemania vs Inglaterra
| 26 de marzo de 2016 | Alemania              | 2:3 (1:0) | Inglaterra                        | Olympiastadion, Berlín                                      |                                                             |
|                     | Kroos 43' · Gómez 57' | Reporte   | Kane 61' · Vardy 74' · Dier 90+1' | Asistencia: 72 000 espectadores Árbitro(s): Gianluca Rocchi | Asistencia: 72 000 espectadores Árbitro(s): Gianluca Rocchi |

| Uniformes | Uniformes |
| --------- | --------- |
|           |           |

#### Alemania vs Italia
| 29 de marzo de 2016 | Alemania                                             | 4:1 (2:0) | Italia          | Allianz Arena, Múnich                                      |                                                            |
|                     | Kroos 24' · Götze 45' · Hector 59' · Özil 75' (pen.) | Reporte   | El Shaarawy 83' | Asistencia: 64 000 espectadores Árbitro(s): Oliver Drachta | Asistencia: 64 000 espectadores Árbitro(s): Oliver Drachta |

| Uniformes | Uniformes |
| --------- | --------- |
|           |           |

#### Alemania vs Eslovaquia
| 29 de mayo de 2016 | Alemania         | 1:3 (1:2) | Eslovaquia                         | WWK Arena, Augsburg                                        |                                                            |
|                    | Gómez 13' (pen.) | Reporte   | Hamšík 41' · Ďuriš 44' · Kucka 52' | Asistencia: 22 110 espectadores Árbitro(s): Serge Gumienny | Asistencia: 22 110 espectadores Árbitro(s): Serge Gumienny |

| Uniformes | Uniformes |
| --------- | --------- |
|           |           |

#### Alemania vs Hungría
| 4 de junio de 2016 | Alemania                     | 2:0 (1:0) | Hungría | Veltins-Arena, Gelsenkirchen                                     |                                                                  |
|                    | Lang 39' (a.g.) · Müller 63' | Reporte   |         | Asistencia: 52 104 espectadores Árbitro(s): Martin Strömbergsson | Asistencia: 52 104 espectadores Árbitro(s): Martin Strömbergsson |

| Uniformes | Uniformes |
| --------- | --------- |
|           |           |

## Jugadores
- Lista provisional de 27 jugadores anunciada el 17 de mayo de 2016.[25][26]
- Lista final de 23 jugadores anunciada el 31 de mayo de 2016.[27][28]

| #     | Nombre                 | Posición       | Nacimiento (Edad)                   | PJ Sel      | G           | Club              |
| ----- | ---------------------- | -------------- | ----------------------------------- | ----------- | ----------- | ----------------- |
| 1     | Manuel Neuer           | Portero        | 27 de marzo de 1986 (-31 años)      | 65          | 0           | Bayern de Múnich  |
| 2     | Shkodran Mustafi       | Defensa        | 17 de abril de 1992 (-25 años)      | 10          | 0           | Valencia          |
| 3     | Jonas Hector           | Defensa        | 27 de mayo de 1990 (-27 años)       | 14          | 1           | Colonia           |
| 4     | Benedikt Höwedes       | Defensa        | 29 de febrero de 1988 (-29 años)    | 34          | 2           | Schalke 04        |
| 5     | Mats Hummels           | Defensa        | 16 de diciembre de 1988 (-28 años)  | 46          | 4           | Borussia Dortmund |
| 6     | Sami Khedira           | Centrocampista | 4 de abril de 1987 (-30 años)       | 60          | 5           | Juventus          |
| 7     | Bastian Schweinsteiger | Centrocampista | 1 de agosto de 1984 (-32 años)      | 115         | 23          | Manchester United |
| 8     | Mesut Özil             | Centrocampista | 15 de octubre de 1988 (-28 años)    | 73          | 19          | Arsenal           |
| 9     | André Schürrle         | Centrocampista | 6 de noviembre de 1990 (-26 años)   | 52          | 20          | Wolfsburgo        |
| 10    | Lukas Podolski         | Centrocampista | 4 de junio de 1985 (-32 años)       | 128         | 48          | Galatasaray       |
| 11    | Julian Draxler         | Centrocampista | 20 de septiembre de 1993 (-23 años) | 19          | 1           | Wolfsburgo        |
| 12    | Bernd Leno             | Portero        | 4 de marzo de 1992 (-25 años)       | 1           | 0           | Bayer Leverkusen  |
| 13    | Thomas Müller          | Centrocampista | 13 de septiembre de 1989 (-27 años) | 71          | 32          | Bayern de Múnich  |
| 14    | Emre Can               | Defensa        | 12 de enero de 1994 (-23 años)      | 6           | 0           | Liverpool         |
| 15    | Julian Weigl           | Centrocampista | 8 de septiembre de 1995 (-21 años)  | 1           | 0           | Borussia Dortmund |
| 16    | Jonathan Tah1          | Defensa        | 11 de febrero de 1996 (-21 años)    | 1           | 0           | Bayern Leverkusen |
| 17    | Jérôme Boateng         | Defensa        | 3 de septiembre de 1988 (-28 años)  | 59          | 0           | Bayern de Múnich  |
| 18    | Toni Kroos             | Centrocampista | 4 de enero de 1990 (-27 años)       | 65          | 11          | Real Madrid       |
| 19    | Mario Götze            | Delantero      | 3 de junio de 1992 (-25 años)       | 52          | 17          | Bayern de Múnich  |
| 20    | Leroy Sané             | Delantero      | 11 de enero de 1996 (-21 años)      | 3           | 0           | Schalke 04        |
| 21    | Joshua Kimmich         | Centrocampista | 8 de febrero de 1995 (-22 años)     | 1           | 0           | Bayern de Múnich  |
| 22    | Marc-André ter Stegen  | Portero        | 30 de abril de 1992 (-25 años)      | 6           | 0           | Barcelona         |
| 23    | Mario Gómez            | Delantero      | 10 de julio de 1985 (-31 años)      | 64          | 27          | Beşiktaş          |
| D. T. | Joachim Löw            | Joachim Löw    | Joachim Löw                         | Joachim Löw | Joachim Löw | Joachim Löw       |

## Participación

### Partidos
| Fecha       | Lugar           | Instancia        | Local             |                              | Resultado               |                       | Visitante  |
| ----------- | --------------- | ---------------- | ----------------- | ---------------------------- | ----------------------- | --------------------- | ---------- |
| 12 de junio | Lille Métropole | Fase de grupos   | Alemania          | Bandera de Alemania          | 2:0 (1:0)               | Bandera de Ucrania    | Ucrania    |
| 16 de junio | Saint-Denis     | Fase de grupos   | Alemania          | Bandera de Alemania          | 0:0                     | Bandera de Polonia    | Polonia    |
| 21 de junio | París           | Fase de grupos   | Irlanda del Norte | Bandera de Irlanda del Norte | 0:1 (0:1)               | Bandera de Alemania   | Alemania   |
| 26 de junio | Lille           | Octavos de final | Alemania          | Bandera de Alemania          | 3:0 (2:0)               | Bandera de Eslovaquia | Eslovaquia |
| 2 de julio  | Burdeos         | Cuartos de final | Alemania          | Bandera de Alemania          | 1:1 (1:1, 0:0) (6:5 p.) | Bandera de Italia     | Italia     |
| 7 de julio  | Marsella        | Semifinales      | Alemania          | Bandera de Alemania          | 0:2 (0:1)               | Bandera de Francia    | Francia    |

### Primera fase
| Selección         | Pts | PJ | PG | PE | PP | GF | GC | Dif |
| ----------------- | --- | -- | -- | -- | -- | -- | -- | --- |
| Alemania          | 7   | 3  | 2  | 1  | 0  | 3  | 0  | 3   |
| Polonia           | 7   | 3  | 2  | 1  | 0  | 2  | 0  | 2   |
| Irlanda del Norte | 3   | 3  | 1  | 0  | 2  | 2  | 2  | 0   |
| Ucrania           | 0   | 3  | 0  | 0  | 2  | 0  | 5  | -5  |

#### Alemania - Ucrania
| 12 de junio de 2016, 21:00 | Alemania                           | 2:0 (1:0) | Ucrania | Stade Pierre-Mauroy, Lille Métropole                        |                                                             |
|                            | Mustafi 19' · Schweinsteiger 90+2' | Reporte   |         | Asistencia: 43 035 espectadores Árbitro(s): Martin Atkinson | Asistencia: 43 035 espectadores Árbitro(s): Martin Atkinson |

| 1     | Guardameta     | Manuel Neuer     |     |
| 4     | Defensa        | Benedikt Höwedes |     |
| 17    | Defensa        | Jérôme Boateng   |     |
| 2     | Defensa        | Shkodran Mustafi |     |
| 3     | Defensa        | Jonas Hector     |     |
| 6     | Centrocampista | Sami Khedira     |     |
| 18    | Centrocampista | Toni Kroos       |     |
| 13    | Centrocampista | Thomas Müller    |     |
| 8     | Centrocampista | Mesut Özil       |     |
| 11    | Centrocampista | Julian Draxler   | 78' |
| 19    | Delantero      | Mario Götze      | 90' |
| D. T. | D. T.          | Joachim Löw      |     |

| 12    | Guardameta     | Andriy Pyatov       |     |
| 17    | Defensa        | Artem Fedetskyi     |     |
| 3     | Defensa        | Yevhen Khacheridi   |     |
| 20    | Defensa        | Yaroslav Rakitskiy  |     |
| 13    | Defensa        | Vyacheslav Shevchuk |     |
| 16    | Centrocampista | Serhiy Sydorchuk    |     |
| 6     | Centrocampista | Taras Stepanenko    |     |
| 7     | Centrocampista | Andriy Yarmolenko   |     |
| 9     | Centrocampista | Viktor Kovalenko    | 73' |
| 10    | Centrocampista | Yevhen Konoplyanka  |     |
| 8     | Delantero      | Roman Zozulya       | 66' |
| D. T. | D. T.          | Mykhaylo Fomenko    |     |

| 9 | Centrocampista | André Schürrle         | 78' |
| 7 | Centrocampista | Bastian Schweinsteiger | 90' |

| 11 | Delantero      | Yevhen Seleznyov    | 66' |
| 21 | Centrocampista | Oleksandr Zinchenko | 73' |

| 19' · 90+2' | Shkodran Mustafi Bastian Schweinsteiger | 1:0 2:0 |

| 68' | Yevhen Konoplyanka |

| Principal  | Martin Atkinson                                                  |
| Asistentes | Michael Mullarkey                                                |
|            | Stephen Child Asistentes adicionales Michael Oliver Craig Pawson |
| Cuarto     | Bobby Madden                                                     |
| Quinto     | Francis Connor                                                   |

|                    |     |     |
| Tiros              | 18  | 7   |
| Tiros a puerta     | 9   | 3   |
| Faltas             | 10  | 9   |
| Saques de esquina  | 6   | 12  |
| Penaltis           | 0   | 0   |
| Fueras de juego    | 2   | 2   |
| Posesión del balón | 63% | 37% |

| Alineación inicial |

| 1     | Guardameta     | Manuel Neuer     |     |
| 4     | Defensa        | Benedikt Höwedes |     |
| 17    | Defensa        | Jérôme Boateng   |     |
| 2     | Defensa        | Shkodran Mustafi |     |
| 3     | Defensa        | Jonas Hector     |     |
| 6     | Centrocampista | Sami Khedira     |     |
| 18    | Centrocampista | Toni Kroos       |     |
| 13    | Centrocampista | Thomas Müller    |     |
| 8     | Centrocampista | Mesut Özil       |     |
| 11    | Centrocampista | Julian Draxler   | 78' |
| 19    | Delantero      | Mario Götze      | 90' |
| D. T. | D. T.          | Joachim Löw      |     |

| 12    | Guardameta     | Andriy Pyatov       |     |
| 17    | Defensa        | Artem Fedetskyi     |     |
| 3     | Defensa        | Yevhen Khacheridi   |     |
| 20    | Defensa        | Yaroslav Rakitskiy  |     |
| 13    | Defensa        | Vyacheslav Shevchuk |     |
| 16    | Centrocampista | Serhiy Sydorchuk    |     |
| 6     | Centrocampista | Taras Stepanenko    |     |
| 7     | Centrocampista | Andriy Yarmolenko   |     |
| 9     | Centrocampista | Viktor Kovalenko    | 73' |
| 10    | Centrocampista | Yevhen Konoplyanka  |     |
| 8     | Delantero      | Roman Zozulya       | 66' |
| D. T. | D. T.          | Mykhaylo Fomenko    |     |

| 9 | Centrocampista | André Schürrle         | 78' |
| 7 | Centrocampista | Bastian Schweinsteiger | 90' |

| 11 | Delantero      | Yevhen Seleznyov    | 66' |
| 21 | Centrocampista | Oleksandr Zinchenko | 73' |

| 19' · 90+2' | Shkodran Mustafi Bastian Schweinsteiger | 1:0 2:0 |

| 68' | Yevhen Konoplyanka |

| Principal  | Martin Atkinson                                                  |
| Asistentes | Michael Mullarkey                                                |
|            | Stephen Child Asistentes adicionales Michael Oliver Craig Pawson |
| Cuarto     | Bobby Madden                                                     |
| Quinto     | Francis Connor                                                   |

|                    |     |     |
| Tiros              | 18  | 7   |
| Tiros a puerta     | 9   | 3   |
| Faltas             | 10  | 9   |
| Saques de esquina  | 6   | 12  |
| Penaltis           | 0   | 0   |
| Fueras de juego    | 2   | 2   |
| Posesión del balón | 63% | 37% |

| Alineación inicial |

| 1     | Guardameta     | Manuel Neuer     |     |
| 4     | Defensa        | Benedikt Höwedes |     |
| 17    | Defensa        | Jérôme Boateng   |     |
| 2     | Defensa        | Shkodran Mustafi |     |
| 3     | Defensa        | Jonas Hector     |     |
| 6     | Centrocampista | Sami Khedira     |     |
| 18    | Centrocampista | Toni Kroos       |     |
| 13    | Centrocampista | Thomas Müller    |     |
| 8     | Centrocampista | Mesut Özil       |     |
| 11    | Centrocampista | Julian Draxler   | 78' |
| 19    | Delantero      | Mario Götze      | 90' |
| D. T. | D. T.          | Joachim Löw      |     |

| 12    | Guardameta     | Andriy Pyatov       |     |
| 17    | Defensa        | Artem Fedetskyi     |     |
| 3     | Defensa        | Yevhen Khacheridi   |     |
| 20    | Defensa        | Yaroslav Rakitskiy  |     |
| 13    | Defensa        | Vyacheslav Shevchuk |     |
| 16    | Centrocampista | Serhiy Sydorchuk    |     |
| 6     | Centrocampista | Taras Stepanenko    |     |
| 7     | Centrocampista | Andriy Yarmolenko   |     |
| 9     | Centrocampista | Viktor Kovalenko    | 73' |
| 10    | Centrocampista | Yevhen Konoplyanka  |     |
| 8     | Delantero      | Roman Zozulya       | 66' |
| D. T. | D. T.          | Mykhaylo Fomenko    |     |

| 9 | Centrocampista | André Schürrle         | 78' |
| 7 | Centrocampista | Bastian Schweinsteiger | 90' |

| 11 | Delantero      | Yevhen Seleznyov    | 66' |
| 21 | Centrocampista | Oleksandr Zinchenko | 73' |

| 19' · 90+2' | Shkodran Mustafi Bastian Schweinsteiger | 1:0 2:0 |

| 68' | Yevhen Konoplyanka |

| Principal  | Martin Atkinson                                                  |
| Asistentes | Michael Mullarkey                                                |
|            | Stephen Child Asistentes adicionales Michael Oliver Craig Pawson |
| Cuarto     | Bobby Madden                                                     |
| Quinto     | Francis Connor                                                   |

|                    |     |     |
| Tiros              | 18  | 7   |
| Tiros a puerta     | 9   | 3   |
| Faltas             | 10  | 9   |
| Saques de esquina  | 6   | 12  |
| Penaltis           | 0   | 0   |
| Fueras de juego    | 2   | 2   |
| Posesión del balón | 63% | 37% |

| Alineación inicial |

| 1     | Guardameta     | Manuel Neuer     |     |
| 4     | Defensa        | Benedikt Höwedes |     |
| 17    | Defensa        | Jérôme Boateng   |     |
| 2     | Defensa        | Shkodran Mustafi |     |
| 3     | Defensa        | Jonas Hector     |     |
| 6     | Centrocampista | Sami Khedira     |     |
| 18    | Centrocampista | Toni Kroos       |     |
| 13    | Centrocampista | Thomas Müller    |     |
| 8     | Centrocampista | Mesut Özil       |     |
| 11    | Centrocampista | Julian Draxler   | 78' |
| 19    | Delantero      | Mario Götze      | 90' |
| D. T. | D. T.          | Joachim Löw      |     |

| 12    | Guardameta     | Andriy Pyatov       |     |
| 17    | Defensa        | Artem Fedetskyi     |     |
| 3     | Defensa        | Yevhen Khacheridi   |     |
| 20    | Defensa        | Yaroslav Rakitskiy  |     |
| 13    | Defensa        | Vyacheslav Shevchuk |     |
| 16    | Centrocampista | Serhiy Sydorchuk    |     |
| 6     | Centrocampista | Taras Stepanenko    |     |
| 7     | Centrocampista | Andriy Yarmolenko   |     |
| 9     | Centrocampista | Viktor Kovalenko    | 73' |
| 10    | Centrocampista | Yevhen Konoplyanka  |     |
| 8     | Delantero      | Roman Zozulya       | 66' |
| D. T. | D. T.          | Mykhaylo Fomenko    |     |

| 9 | Centrocampista | André Schürrle         | 78' |
| 7 | Centrocampista | Bastian Schweinsteiger | 90' |

| 11 | Delantero      | Yevhen Seleznyov    | 66' |
| 21 | Centrocampista | Oleksandr Zinchenko | 73' |

| 19' · 90+2' | Shkodran Mustafi Bastian Schweinsteiger | 1:0 2:0 |

| 68' | Yevhen Konoplyanka |

| Principal  | Martin Atkinson                                                  |
| Asistentes | Michael Mullarkey                                                |
|            | Stephen Child Asistentes adicionales Michael Oliver Craig Pawson |
| Cuarto     | Bobby Madden                                                     |
| Quinto     | Francis Connor                                                   |

|                    |     |     |
| Tiros              | 18  | 7   |
| Tiros a puerta     | 9   | 3   |
| Faltas             | 10  | 9   |
| Saques de esquina  | 6   | 12  |
| Penaltis           | 0   | 0   |
| Fueras de juego    | 2   | 2   |
| Posesión del balón | 63% | 37% |

| Alineación inicial |

#### Alemania - Polonia
| 16 de junio de 2016, 21:00 | Alemania | 0:0     | Polonia | Stade de France, Saint-Denis                              |                                                           |
|                            |          | Reporte |         | Asistencia: 73 648 espectadores Árbitro(s): Björn Kuipers | Asistencia: 73 648 espectadores Árbitro(s): Björn Kuipers |

| 1     | Guardameta     | Manuel Neuer     |     |
| 4     | Defensa        | Benedikt Höwedes |     |
| 17    | Defensa        | Jérôme Boateng   |     |
| 5     | Defensa        | Mats Hummels     |     |
| 3     | Defensa        | Jonas Hector     |     |
| 18    | Centrocampista | Toni Kroos       |     |
| 6     | Centrocampista | Sami Khedira     |     |
| 13    | Centrocampista | Thomas Müller    |     |
| 8     | Centrocampista | Mesut Özil       |     |
| 11    | Centrocampista | Julian Draxler   | 71' |
| 19    | Delantero      | Mario Götze      | 66' |
| D. T. | D. T.          | Joachim Löw      |     |

| 22    | Guardameta     | Łukasz Fabiański     |     |
| 20    | Defensa        | Łukasz Piszczek      |     |
| 15    | Defensa        | Kamil Glik           |     |
| 2     | Defensa        | Michał Pazdan        |     |
| 3     | Defensa        | Artur Jędrzejczyk    |     |
| 10    | Centrocampista | Grzegorz Krychowiak  |     |
| 5     | Centrocampista | Krzysztof Mączyński  | 76' |
| 16    | Centrocampista | Jakub Błaszczykowski | 80' |
| 11    | Centrocampista | Kamil Grosicki       | 87' |
| 7     | Delantero      | Arkadiusz Milik      |     |
| 8     | Delantero      | Robert Lewandowski   |     |
| D. T. | D. T.          | Adam Nawałka         |     |

| 9  | Centrocampista | André Schürrle | 66' |
| 23 | Delantero      | Mario Gómez    | 71' |

| 6  | Centrocampista | Tomasz Jodłowiec    | 76' |
| 21 | Centrocampista | Oleksandr Zinchenko | 80' |
| 17 | Centrocampista | Bartosz Kapustka    | 87' |

| 3' · 34' · 67' | Sami Khedira Mesut Özil Jérôme Boateng |

| 45' · 55' · 90+3' | Krzysztof Mączyński Kamil Grosicki Sławomir Peszko |

| Principal  | Björn Kuipers                                                         |
| Asistentes | Sander van Roekel                                                     |
|            | Erwin Zeinstra Asistentes adicionales Pol van Boekel Richard Liesveld |
| Cuarto     | Daniele Orsato                                                        |
| Quinto     | Elenito Di Liberatore                                                 |

|                    |     |     |
| Tiros              | 15  | 7   |
| Tiros a puerta     | 3   | 0   |
| Faltas             | 14  | 9   |
| Saques de esquina  | 8   | 2   |
| Penaltis           | 0   | 0   |
| Fueras de juego    | 2   | 3   |
| Posesión del balón | 63% | 37% |

| Alineación inicial |

| 1     | Guardameta     | Manuel Neuer     |     |
| 4     | Defensa        | Benedikt Höwedes |     |
| 17    | Defensa        | Jérôme Boateng   |     |
| 5     | Defensa        | Mats Hummels     |     |
| 3     | Defensa        | Jonas Hector     |     |
| 18    | Centrocampista | Toni Kroos       |     |
| 6     | Centrocampista | Sami Khedira     |     |
| 13    | Centrocampista | Thomas Müller    |     |
| 8     | Centrocampista | Mesut Özil       |     |
| 11    | Centrocampista | Julian Draxler   | 71' |
| 19    | Delantero      | Mario Götze      | 66' |
| D. T. | D. T.          | Joachim Löw      |     |

| 22    | Guardameta     | Łukasz Fabiański     |     |
| 20    | Defensa        | Łukasz Piszczek      |     |
| 15    | Defensa        | Kamil Glik           |     |
| 2     | Defensa        | Michał Pazdan        |     |
| 3     | Defensa        | Artur Jędrzejczyk    |     |
| 10    | Centrocampista | Grzegorz Krychowiak  |     |
| 5     | Centrocampista | Krzysztof Mączyński  | 76' |
| 16    | Centrocampista | Jakub Błaszczykowski | 80' |
| 11    | Centrocampista | Kamil Grosicki       | 87' |
| 7     | Delantero      | Arkadiusz Milik      |     |
| 8     | Delantero      | Robert Lewandowski   |     |
| D. T. | D. T.          | Adam Nawałka         |     |

| 9  | Centrocampista | André Schürrle | 66' |
| 23 | Delantero      | Mario Gómez    | 71' |

| 6  | Centrocampista | Tomasz Jodłowiec    | 76' |
| 21 | Centrocampista | Oleksandr Zinchenko | 80' |
| 17 | Centrocampista | Bartosz Kapustka    | 87' |

| 3' · 34' · 67' | Sami Khedira Mesut Özil Jérôme Boateng |

| 45' · 55' · 90+3' | Krzysztof Mączyński Kamil Grosicki Sławomir Peszko |

| Principal  | Björn Kuipers                                                         |
| Asistentes | Sander van Roekel                                                     |
|            | Erwin Zeinstra Asistentes adicionales Pol van Boekel Richard Liesveld |
| Cuarto     | Daniele Orsato                                                        |
| Quinto     | Elenito Di Liberatore                                                 |

|                    |     |     |
| Tiros              | 15  | 7   |
| Tiros a puerta     | 3   | 0   |
| Faltas             | 14  | 9   |
| Saques de esquina  | 8   | 2   |
| Penaltis           | 0   | 0   |
| Fueras de juego    | 2   | 3   |
| Posesión del balón | 63% | 37% |

| Alineación inicial |

| 1     | Guardameta     | Manuel Neuer     |     |
| 4     | Defensa        | Benedikt Höwedes |     |
| 17    | Defensa        | Jérôme Boateng   |     |
| 5     | Defensa        | Mats Hummels     |     |
| 3     | Defensa        | Jonas Hector     |     |
| 18    | Centrocampista | Toni Kroos       |     |
| 6     | Centrocampista | Sami Khedira     |     |
| 13    | Centrocampista | Thomas Müller    |     |
| 8     | Centrocampista | Mesut Özil       |     |
| 11    | Centrocampista | Julian Draxler   | 71' |
| 19    | Delantero      | Mario Götze      | 66' |
| D. T. | D. T.          | Joachim Löw      |     |

| 22    | Guardameta     | Łukasz Fabiański     |     |
| 20    | Defensa        | Łukasz Piszczek      |     |
| 15    | Defensa        | Kamil Glik           |     |
| 2     | Defensa        | Michał Pazdan        |     |
| 3     | Defensa        | Artur Jędrzejczyk    |     |
| 10    | Centrocampista | Grzegorz Krychowiak  |     |
| 5     | Centrocampista | Krzysztof Mączyński  | 76' |
| 16    | Centrocampista | Jakub Błaszczykowski | 80' |
| 11    | Centrocampista | Kamil Grosicki       | 87' |
| 7     | Delantero      | Arkadiusz Milik      |     |
| 8     | Delantero      | Robert Lewandowski   |     |
| D. T. | D. T.          | Adam Nawałka         |     |

| 9  | Centrocampista | André Schürrle | 66' |
| 23 | Delantero      | Mario Gómez    | 71' |

| 6  | Centrocampista | Tomasz Jodłowiec    | 76' |
| 21 | Centrocampista | Oleksandr Zinchenko | 80' |
| 17 | Centrocampista | Bartosz Kapustka    | 87' |

| 3' · 34' · 67' | Sami Khedira Mesut Özil Jérôme Boateng |

| 45' · 55' · 90+3' | Krzysztof Mączyński Kamil Grosicki Sławomir Peszko |

| Principal  | Björn Kuipers                                                         |
| Asistentes | Sander van Roekel                                                     |
|            | Erwin Zeinstra Asistentes adicionales Pol van Boekel Richard Liesveld |
| Cuarto     | Daniele Orsato                                                        |
| Quinto     | Elenito Di Liberatore                                                 |

|                    |     |     |
| Tiros              | 15  | 7   |
| Tiros a puerta     | 3   | 0   |
| Faltas             | 14  | 9   |
| Saques de esquina  | 8   | 2   |
| Penaltis           | 0   | 0   |
| Fueras de juego    | 2   | 3   |
| Posesión del balón | 63% | 37% |

| Alineación inicial |

| 1     | Guardameta     | Manuel Neuer     |     |
| 4     | Defensa        | Benedikt Höwedes |     |
| 17    | Defensa        | Jérôme Boateng   |     |
| 5     | Defensa        | Mats Hummels     |     |
| 3     | Defensa        | Jonas Hector     |     |
| 18    | Centrocampista | Toni Kroos       |     |
| 6     | Centrocampista | Sami Khedira     |     |
| 13    | Centrocampista | Thomas Müller    |     |
| 8     | Centrocampista | Mesut Özil       |     |
| 11    | Centrocampista | Julian Draxler   | 71' |
| 19    | Delantero      | Mario Götze      | 66' |
| D. T. | D. T.          | Joachim Löw      |     |

| 22    | Guardameta     | Łukasz Fabiański     |     |
| 20    | Defensa        | Łukasz Piszczek      |     |
| 15    | Defensa        | Kamil Glik           |     |
| 2     | Defensa        | Michał Pazdan        |     |
| 3     | Defensa        | Artur Jędrzejczyk    |     |
| 10    | Centrocampista | Grzegorz Krychowiak  |     |
| 5     | Centrocampista | Krzysztof Mączyński  | 76' |
| 16    | Centrocampista | Jakub Błaszczykowski | 80' |
| 11    | Centrocampista | Kamil Grosicki       | 87' |
| 7     | Delantero      | Arkadiusz Milik      |     |
| 8     | Delantero      | Robert Lewandowski   |     |
| D. T. | D. T.          | Adam Nawałka         |     |

| 9  | Centrocampista | André Schürrle | 66' |
| 23 | Delantero      | Mario Gómez    | 71' |

| 6  | Centrocampista | Tomasz Jodłowiec    | 76' |
| 21 | Centrocampista | Oleksandr Zinchenko | 80' |
| 17 | Centrocampista | Bartosz Kapustka    | 87' |

| 3' · 34' · 67' | Sami Khedira Mesut Özil Jérôme Boateng |

| 45' · 55' · 90+3' | Krzysztof Mączyński Kamil Grosicki Sławomir Peszko |

| Principal  | Björn Kuipers                                                         |
| Asistentes | Sander van Roekel                                                     |
|            | Erwin Zeinstra Asistentes adicionales Pol van Boekel Richard Liesveld |
| Cuarto     | Daniele Orsato                                                        |
| Quinto     | Elenito Di Liberatore                                                 |

|                    |     |     |
| Tiros              | 15  | 7   |
| Tiros a puerta     | 3   | 0   |
| Faltas             | 14  | 9   |
| Saques de esquina  | 8   | 2   |
| Penaltis           | 0   | 0   |
| Fueras de juego    | 2   | 3   |
| Posesión del balón | 63% | 37% |

| Alineación inicial |

#### Irlanda del Norte - Alemania
| 21 de junio de 2016, 18:00 | Irlanda del Norte | 0:1 (0:1) | Alemania  | Parc des Princes, París                                    |                                                            |
|                            |                   | Reporte   | Gómez 30' | Asistencia: 44 125 espectadores Árbitro(s): Clément Turpin | Asistencia: 44 125 espectadores Árbitro(s): Clément Turpin |

| Uniformes | Uniformes |
| --------- | --------- |
|           |           |

### Octavos de final

#### Alemania - Eslovaquia
| 26 de junio de 2016, 18:00 | Alemania                             | 3:0 (2:0) | Eslovaquia | Stade Pierre-Mauroy, Lille                                   |                                                              |
|                            | Boateng 8' · Gómez 43' · Draxler 63' | Reporte   |            | Asistencia: 44 312 espectadores Árbitro(s): Szymon Marciniak | Asistencia: 44 312 espectadores Árbitro(s): Szymon Marciniak |

| 1     | Guardameta     | Manuel Neuer   |     |
| 21    | Defensa        | Joshua Kimmich |     |
| 17    | Defensa        | Jérôme Boateng | 72' |
| 5     | Defensa        | Mats Hummels   |     |
| 3     | Defensa        | Jonas Hector   |     |
| 18    | Centrocampista | Toni Kroos     |     |
| 6     | Centrocampista | Sami Khedira   | 76' |
| 13    | Centrocampista | Thomas Müller  |     |
| 8     | Centrocampista | Mesut Özil     |     |
| 11    | Centrocampista | Julian Draxler | 72' |
| 23    | Delantero      | Mario Gómez    |     |
| D. T. | D. T.          | Joachim Löw    |     |

| 1     | Guardameta     | Matúš Kozáčik    |     |
| 2     | Defensa        | Peter Pekarík    |     |
| 3     | Defensa        | Martin Škrtel    |     |
| 4     | Defensa        | Ján Ďurica       |     |
| 5     | Defensa        | Norbert Gyömbér  | 84' |
| 13    | Centrocampista | Patrik Hrošovský |     |
| 14    | Centrocampista | Milan Škriniar   |     |
| 17    | Centrocampista | Marek Hamšík     |     |
| 19    | Centrocampista | Juraj Kucka      |     |
| 7     | Centrocampista | Vladimír Weiss   | 46' |
| 21    | Delantero      | Michal Ďuriš     | 64' |
| D. T. | D. T.          | Ján Kozák        |     |

| 4  | Defensa        | Benedikt Höwedes       | 72' |
| 10 | Delantero      | Lukas Podolski         | 72' |
| 7  | Centrocampista | Bastian Schweinsteiger | 76' |

| 6  | Centrocampista | Ján Greguš       | 46' |
| 9  | Delantero      | Stanislav Šesták | 64' |
| 16 | Defensa        | Kornel Saláta    | 84' |

| 8' · 43' · 63' | Jérôme Boateng Mario Gómez Julian Draxler | 1:0 2:0 3:0 |

| 46' · 67' | Joshua Kimmich Mats Hummels |

| 13' · 90'+1' | Martin Škrtel Juraj Kucka |

| Principal  | Szymon Marciniak                                                         |
| Asistentes | Paweł Sokolnicki                                                         |
|            | Tomasz Listkiewicz Asistentes adicionales Paweł Raczkowski Tomasz Musiał |
| Cuarto     | Björn Kuipers                                                            |
| Quinto     | Erwin Zeinstra                                                           |

|                    |     |     |
| Tiros              | 19  | 7   |
| Tiros a puerta     | 7   | 2   |
| Faltas             | 14  | 12  |
| Saques de esquina  | 8   | 1   |
| Penaltis           | 0   | 0   |
| Fueras de juego    | 1   | 3   |
| Posesión del balón | 59% | 41% |

| Alineación inicial |

| 1     | Guardameta     | Manuel Neuer   |     |
| 21    | Defensa        | Joshua Kimmich |     |
| 17    | Defensa        | Jérôme Boateng | 72' |
| 5     | Defensa        | Mats Hummels   |     |
| 3     | Defensa        | Jonas Hector   |     |
| 18    | Centrocampista | Toni Kroos     |     |
| 6     | Centrocampista | Sami Khedira   | 76' |
| 13    | Centrocampista | Thomas Müller  |     |
| 8     | Centrocampista | Mesut Özil     |     |
| 11    | Centrocampista | Julian Draxler | 72' |
| 23    | Delantero      | Mario Gómez    |     |
| D. T. | D. T.          | Joachim Löw    |     |

| 1     | Guardameta     | Matúš Kozáčik    |     |
| 2     | Defensa        | Peter Pekarík    |     |
| 3     | Defensa        | Martin Škrtel    |     |
| 4     | Defensa        | Ján Ďurica       |     |
| 5     | Defensa        | Norbert Gyömbér  | 84' |
| 13    | Centrocampista | Patrik Hrošovský |     |
| 14    | Centrocampista | Milan Škriniar   |     |
| 17    | Centrocampista | Marek Hamšík     |     |
| 19    | Centrocampista | Juraj Kucka      |     |
| 7     | Centrocampista | Vladimír Weiss   | 46' |
| 21    | Delantero      | Michal Ďuriš     | 64' |
| D. T. | D. T.          | Ján Kozák        |     |

| 4  | Defensa        | Benedikt Höwedes       | 72' |
| 10 | Delantero      | Lukas Podolski         | 72' |
| 7  | Centrocampista | Bastian Schweinsteiger | 76' |

| 6  | Centrocampista | Ján Greguš       | 46' |
| 9  | Delantero      | Stanislav Šesták | 64' |
| 16 | Defensa        | Kornel Saláta    | 84' |

| 8' · 43' · 63' | Jérôme Boateng Mario Gómez Julian Draxler | 1:0 2:0 3:0 |

| 46' · 67' | Joshua Kimmich Mats Hummels |

| 13' · 90'+1' | Martin Škrtel Juraj Kucka |

| Principal  | Szymon Marciniak                                                         |
| Asistentes | Paweł Sokolnicki                                                         |
|            | Tomasz Listkiewicz Asistentes adicionales Paweł Raczkowski Tomasz Musiał |
| Cuarto     | Björn Kuipers                                                            |
| Quinto     | Erwin Zeinstra                                                           |

|                    |     |     |
| Tiros              | 19  | 7   |
| Tiros a puerta     | 7   | 2   |
| Faltas             | 14  | 12  |
| Saques de esquina  | 8   | 1   |
| Penaltis           | 0   | 0   |
| Fueras de juego    | 1   | 3   |
| Posesión del balón | 59% | 41% |

| Alineación inicial |

| 1     | Guardameta     | Manuel Neuer   |     |
| 21    | Defensa        | Joshua Kimmich |     |
| 17    | Defensa        | Jérôme Boateng | 72' |
| 5     | Defensa        | Mats Hummels   |     |
| 3     | Defensa        | Jonas Hector   |     |
| 18    | Centrocampista | Toni Kroos     |     |
| 6     | Centrocampista | Sami Khedira   | 76' |
| 13    | Centrocampista | Thomas Müller  |     |
| 8     | Centrocampista | Mesut Özil     |     |
| 11    | Centrocampista | Julian Draxler | 72' |
| 23    | Delantero      | Mario Gómez    |     |
| D. T. | D. T.          | Joachim Löw    |     |

| 1     | Guardameta     | Matúš Kozáčik    |     |
| 2     | Defensa        | Peter Pekarík    |     |
| 3     | Defensa        | Martin Škrtel    |     |
| 4     | Defensa        | Ján Ďurica       |     |
| 5     | Defensa        | Norbert Gyömbér  | 84' |
| 13    | Centrocampista | Patrik Hrošovský |     |
| 14    | Centrocampista | Milan Škriniar   |     |
| 17    | Centrocampista | Marek Hamšík     |     |
| 19    | Centrocampista | Juraj Kucka      |     |
| 7     | Centrocampista | Vladimír Weiss   | 46' |
| 21    | Delantero      | Michal Ďuriš     | 64' |
| D. T. | D. T.          | Ján Kozák        |     |

| 4  | Defensa        | Benedikt Höwedes       | 72' |
| 10 | Delantero      | Lukas Podolski         | 72' |
| 7  | Centrocampista | Bastian Schweinsteiger | 76' |

| 6  | Centrocampista | Ján Greguš       | 46' |
| 9  | Delantero      | Stanislav Šesták | 64' |
| 16 | Defensa        | Kornel Saláta    | 84' |

| 8' · 43' · 63' | Jérôme Boateng Mario Gómez Julian Draxler | 1:0 2:0 3:0 |

| 46' · 67' | Joshua Kimmich Mats Hummels |

| 13' · 90'+1' | Martin Škrtel Juraj Kucka |

| Principal  | Szymon Marciniak                                                         |
| Asistentes | Paweł Sokolnicki                                                         |
|            | Tomasz Listkiewicz Asistentes adicionales Paweł Raczkowski Tomasz Musiał |
| Cuarto     | Björn Kuipers                                                            |
| Quinto     | Erwin Zeinstra                                                           |

|                    |     |     |
| Tiros              | 19  | 7   |
| Tiros a puerta     | 7   | 2   |
| Faltas             | 14  | 12  |
| Saques de esquina  | 8   | 1   |
| Penaltis           | 0   | 0   |
| Fueras de juego    | 1   | 3   |
| Posesión del balón | 59% | 41% |

| Alineación inicial |

| 1     | Guardameta     | Manuel Neuer   |     |
| 21    | Defensa        | Joshua Kimmich |     |
| 17    | Defensa        | Jérôme Boateng | 72' |
| 5     | Defensa        | Mats Hummels   |     |
| 3     | Defensa        | Jonas Hector   |     |
| 18    | Centrocampista | Toni Kroos     |     |
| 6     | Centrocampista | Sami Khedira   | 76' |
| 13    | Centrocampista | Thomas Müller  |     |
| 8     | Centrocampista | Mesut Özil     |     |
| 11    | Centrocampista | Julian Draxler | 72' |
| 23    | Delantero      | Mario Gómez    |     |
| D. T. | D. T.          | Joachim Löw    |     |

| 1     | Guardameta     | Matúš Kozáčik    |     |
| 2     | Defensa        | Peter Pekarík    |     |
| 3     | Defensa        | Martin Škrtel    |     |
| 4     | Defensa        | Ján Ďurica       |     |
| 5     | Defensa        | Norbert Gyömbér  | 84' |
| 13    | Centrocampista | Patrik Hrošovský |     |
| 14    | Centrocampista | Milan Škriniar   |     |
| 17    | Centrocampista | Marek Hamšík     |     |
| 19    | Centrocampista | Juraj Kucka      |     |
| 7     | Centrocampista | Vladimír Weiss   | 46' |
| 21    | Delantero      | Michal Ďuriš     | 64' |
| D. T. | D. T.          | Ján Kozák        |     |

| 4  | Defensa        | Benedikt Höwedes       | 72' |
| 10 | Delantero      | Lukas Podolski         | 72' |
| 7  | Centrocampista | Bastian Schweinsteiger | 76' |

| 6  | Centrocampista | Ján Greguš       | 46' |
| 9  | Delantero      | Stanislav Šesták | 64' |
| 16 | Defensa        | Kornel Saláta    | 84' |

| 8' · 43' · 63' | Jérôme Boateng Mario Gómez Julian Draxler | 1:0 2:0 3:0 |

| 46' · 67' | Joshua Kimmich Mats Hummels |

| 13' · 90'+1' | Martin Škrtel Juraj Kucka |

| Principal  | Szymon Marciniak                                                         |
| Asistentes | Paweł Sokolnicki                                                         |
|            | Tomasz Listkiewicz Asistentes adicionales Paweł Raczkowski Tomasz Musiał |
| Cuarto     | Björn Kuipers                                                            |
| Quinto     | Erwin Zeinstra                                                           |

|                    |     |     |
| Tiros              | 19  | 7   |
| Tiros a puerta     | 7   | 2   |
| Faltas             | 14  | 12  |
| Saques de esquina  | 8   | 1   |
| Penaltis           | 0   | 0   |
| Fueras de juego    | 1   | 3   |
| Posesión del balón | 59% | 41% |

| Alineación inicial |

### Cuartos de final

#### Alemania - Italia
| 2 de julio de 2016, 21:00 | Alemania                                                                                | 1:1 (0:0) (t. s.)(6:5 p.)  | Italia                                                                                    | Stade Bordeaux-Atlantique, Burdeos                        |                                                           |
|                           | Özil 65'                                                                                | Reporte                    | Bonucci 78' (pen.)                                                                        | Asistencia: 38 764 espectadores Árbitro(s): Viktor Kassai | Asistencia: 38 764 espectadores Árbitro(s): Viktor Kassai |
|                           |                                                                                         | Tiros desde el punto penal |                                                                                           |                                                           |                                                           |
|                           | Kroos · Müller · Özil · Draxler · Schweinsteiger · Hummels · Kimmich · Boateng · Hector |                            | Insigne · Zaza · Barzagli · Pellè · Bonucci · Giaccherini · Parolo · De Sciglio · Darmian |                                                           |                                                           |

| 1     | Guardameta     | Manuel Neuer     |     |
| 4     | Defensa        | Benedikt Höwedes |     |
| 17    | Defensa        | Jérôme Boateng   |     |
| 17    | Defensa        | Mats Hummels     |     |
| 3     | Defensa        | Jonas Hector     |     |
| 21    | Centrocampista | Joshua Kimmich   |     |
| 6     | Centrocampista | Sami Khedira     | 16' |
| 18    | Centrocampista | Toni Kroos       |     |
| 8     | Centrocampista | Mesut Özil       |     |
| 13    | Delantero      | Thomas Müller    |     |
| 23    | Delantero      | Mario Gómez      | 72' |
| D. T. | D. T.          | Joachim Löw      |     |

| 1     | Guardameta     | Gianluigi Buffon     |         |
| 15    | Defensa        | Andrea Barzagli      |         |
| 19    | Defensa        | Leonardo Bonucci     | 120'+1' |
| 3     | Defensa        | Giorgio Chiellini    |         |
| 18    | Centrocampista | Marco Parolo         |         |
| 14    | Centrocampista | Stefano Sturaro      |         |
| 23    | Centrocampista | Emanuele Giaccherini |         |
| 8     | Centrocampista | Alessandro Florenzi  | 86'     |
| 2     | Centrocampista | Mattia De Sciglio    |         |
| 9     | Delantero      | Graziano Pellè       |         |
| 17    | Delantero      | Éder                 | 108'    |
| D. T. | D. T.          | Antonio Conte        |         |

| 2  | Centrocampista | Bastian Schweinsteiger | 16' |
| 11 | Centrocampista | Julian Draxler         | 72' |

| 5  | Defensa   | Matteo Darmian  | 86'     |
| 20 | Delantero | Lorenzo Insigne | 108'    |
| 7  | Delantero | Simone Zaza     | 120'+1' |

| 65' | Mesut Özil | 1:0 |

| 78' | Leonardo Bonucci | 1:1 |

| 90' · 112' | Bastian Schweinsteiger Mats Hummels |

| 56' · 57' · 59' · 91' · 103' | Stefano Sturaro Mattia De Sciglio Marco Parolo Graziano Pellè Emanuele Giaccherini |

| Principal  | Viktor Kassai                                               |
| Asistentes | György Ring                                                 |
|            | Vencel Tóth Asistentes adicionales Tamás Bognár Ádám Farkas |
| Cuarto     | Szymon Marciniak                                            |
| Quinto     | Paweł Sokolnick                                             |

|                    |     |     |
| Tiros              | 13  | 12  |
| Tiros a puerta     | 3   | 3   |
| Faltas             | 15  | 13  |
| Saques de esquina  | 7   | 5   |
| Penaltis           | 0   | 1   |
| Fueras de juego    | 0   | 2   |
| Posesión del balón | 59% | 41% |

| Alineación inicial |

| 1     | Guardameta     | Manuel Neuer     |     |
| 4     | Defensa        | Benedikt Höwedes |     |
| 17    | Defensa        | Jérôme Boateng   |     |
| 17    | Defensa        | Mats Hummels     |     |
| 3     | Defensa        | Jonas Hector     |     |
| 21    | Centrocampista | Joshua Kimmich   |     |
| 6     | Centrocampista | Sami Khedira     | 16' |
| 18    | Centrocampista | Toni Kroos       |     |
| 8     | Centrocampista | Mesut Özil       |     |
| 13    | Delantero      | Thomas Müller    |     |
| 23    | Delantero      | Mario Gómez      | 72' |
| D. T. | D. T.          | Joachim Löw      |     |

| 1     | Guardameta     | Gianluigi Buffon     |         |
| 15    | Defensa        | Andrea Barzagli      |         |
| 19    | Defensa        | Leonardo Bonucci     | 120'+1' |
| 3     | Defensa        | Giorgio Chiellini    |         |
| 18    | Centrocampista | Marco Parolo         |         |
| 14    | Centrocampista | Stefano Sturaro      |         |
| 23    | Centrocampista | Emanuele Giaccherini |         |
| 8     | Centrocampista | Alessandro Florenzi  | 86'     |
| 2     | Centrocampista | Mattia De Sciglio    |         |
| 9     | Delantero      | Graziano Pellè       |         |
| 17    | Delantero      | Éder                 | 108'    |
| D. T. | D. T.          | Antonio Conte        |         |

| 2  | Centrocampista | Bastian Schweinsteiger | 16' |
| 11 | Centrocampista | Julian Draxler         | 72' |

| 5  | Defensa   | Matteo Darmian  | 86'     |
| 20 | Delantero | Lorenzo Insigne | 108'    |
| 7  | Delantero | Simone Zaza     | 120'+1' |

| 65' | Mesut Özil | 1:0 |

| 78' | Leonardo Bonucci | 1:1 |

| 90' · 112' | Bastian Schweinsteiger Mats Hummels |

| 56' · 57' · 59' · 91' · 103' | Stefano Sturaro Mattia De Sciglio Marco Parolo Graziano Pellè Emanuele Giaccherini |

| Principal  | Viktor Kassai                                               |
| Asistentes | György Ring                                                 |
|            | Vencel Tóth Asistentes adicionales Tamás Bognár Ádám Farkas |
| Cuarto     | Szymon Marciniak                                            |
| Quinto     | Paweł Sokolnick                                             |

|                    |     |     |
| Tiros              | 13  | 12  |
| Tiros a puerta     | 3   | 3   |
| Faltas             | 15  | 13  |
| Saques de esquina  | 7   | 5   |
| Penaltis           | 0   | 1   |
| Fueras de juego    | 0   | 2   |
| Posesión del balón | 59% | 41% |

| Alineación inicial |

| 1     | Guardameta     | Manuel Neuer     |     |
| 4     | Defensa        | Benedikt Höwedes |     |
| 17    | Defensa        | Jérôme Boateng   |     |
| 17    | Defensa        | Mats Hummels     |     |
| 3     | Defensa        | Jonas Hector     |     |
| 21    | Centrocampista | Joshua Kimmich   |     |
| 6     | Centrocampista | Sami Khedira     | 16' |
| 18    | Centrocampista | Toni Kroos       |     |
| 8     | Centrocampista | Mesut Özil       |     |
| 13    | Delantero      | Thomas Müller    |     |
| 23    | Delantero      | Mario Gómez      | 72' |
| D. T. | D. T.          | Joachim Löw      |     |

| 1     | Guardameta     | Gianluigi Buffon     |         |
| 15    | Defensa        | Andrea Barzagli      |         |
| 19    | Defensa        | Leonardo Bonucci     | 120'+1' |
| 3     | Defensa        | Giorgio Chiellini    |         |
| 18    | Centrocampista | Marco Parolo         |         |
| 14    | Centrocampista | Stefano Sturaro      |         |
| 23    | Centrocampista | Emanuele Giaccherini |         |
| 8     | Centrocampista | Alessandro Florenzi  | 86'     |
| 2     | Centrocampista | Mattia De Sciglio    |         |
| 9     | Delantero      | Graziano Pellè       |         |
| 17    | Delantero      | Éder                 | 108'    |
| D. T. | D. T.          | Antonio Conte        |         |

| 2  | Centrocampista | Bastian Schweinsteiger | 16' |
| 11 | Centrocampista | Julian Draxler         | 72' |

| 5  | Defensa   | Matteo Darmian  | 86'     |
| 20 | Delantero | Lorenzo Insigne | 108'    |
| 7  | Delantero | Simone Zaza     | 120'+1' |

| 65' | Mesut Özil | 1:0 |

| 78' | Leonardo Bonucci | 1:1 |

| 90' · 112' | Bastian Schweinsteiger Mats Hummels |

| 56' · 57' · 59' · 91' · 103' | Stefano Sturaro Mattia De Sciglio Marco Parolo Graziano Pellè Emanuele Giaccherini |

| Principal  | Viktor Kassai                                               |
| Asistentes | György Ring                                                 |
|            | Vencel Tóth Asistentes adicionales Tamás Bognár Ádám Farkas |
| Cuarto     | Szymon Marciniak                                            |
| Quinto     | Paweł Sokolnick                                             |

|                    |     |     |
| Tiros              | 13  | 12  |
| Tiros a puerta     | 3   | 3   |
| Faltas             | 15  | 13  |
| Saques de esquina  | 7   | 5   |
| Penaltis           | 0   | 1   |
| Fueras de juego    | 0   | 2   |
| Posesión del balón | 59% | 41% |

| Alineación inicial |

| 1     | Guardameta     | Manuel Neuer     |     |
| 4     | Defensa        | Benedikt Höwedes |     |
| 17    | Defensa        | Jérôme Boateng   |     |
| 17    | Defensa        | Mats Hummels     |     |
| 3     | Defensa        | Jonas Hector     |     |
| 21    | Centrocampista | Joshua Kimmich   |     |
| 6     | Centrocampista | Sami Khedira     | 16' |
| 18    | Centrocampista | Toni Kroos       |     |
| 8     | Centrocampista | Mesut Özil       |     |
| 13    | Delantero      | Thomas Müller    |     |
| 23    | Delantero      | Mario Gómez      | 72' |
| D. T. | D. T.          | Joachim Löw      |     |

| 1     | Guardameta     | Gianluigi Buffon     |         |
| 15    | Defensa        | Andrea Barzagli      |         |
| 19    | Defensa        | Leonardo Bonucci     | 120'+1' |
| 3     | Defensa        | Giorgio Chiellini    |         |
| 18    | Centrocampista | Marco Parolo         |         |
| 14    | Centrocampista | Stefano Sturaro      |         |
| 23    | Centrocampista | Emanuele Giaccherini |         |
| 8     | Centrocampista | Alessandro Florenzi  | 86'     |
| 2     | Centrocampista | Mattia De Sciglio    |         |
| 9     | Delantero      | Graziano Pellè       |         |
| 17    | Delantero      | Éder                 | 108'    |
| D. T. | D. T.          | Antonio Conte        |         |

| 2  | Centrocampista | Bastian Schweinsteiger | 16' |
| 11 | Centrocampista | Julian Draxler         | 72' |

| 5  | Defensa   | Matteo Darmian  | 86'     |
| 20 | Delantero | Lorenzo Insigne | 108'    |
| 7  | Delantero | Simone Zaza     | 120'+1' |

| 65' | Mesut Özil | 1:0 |

| 78' | Leonardo Bonucci | 1:1 |

| 90' · 112' | Bastian Schweinsteiger Mats Hummels |

| 56' · 57' · 59' · 91' · 103' | Stefano Sturaro Mattia De Sciglio Marco Parolo Graziano Pellè Emanuele Giaccherini |

| Principal  | Viktor Kassai                                               |
| Asistentes | György Ring                                                 |
|            | Vencel Tóth Asistentes adicionales Tamás Bognár Ádám Farkas |
| Cuarto     | Szymon Marciniak                                            |
| Quinto     | Paweł Sokolnick                                             |

|                    |     |     |
| Tiros              | 13  | 12  |
| Tiros a puerta     | 3   | 3   |
| Faltas             | 15  | 13  |
| Saques de esquina  | 7   | 5   |
| Penaltis           | 0   | 1   |
| Fueras de juego    | 0   | 2   |
| Posesión del balón | 59% | 41% |

| Alineación inicial |

### Semifinales

#### Alemania - Francia
| 7 de julio de 2016, 21:00 | Alemania | 0:2 (0:1) | Francia              | Stade Vélodrome, Marsella  |                            |
|                           |          | Reporte   | Griezmann 45'+2' 72' | Árbitro(s): Nicola Rizzoli | Árbitro(s): Nicola Rizzoli |

| 1     | Guardameta     | Manuel Neuer           |     |
| 3     | Defensa        | Jonas Hector           |     |
| 4     | Defensa        | Benedikt Höwedes       |     |
| 17    | Defensa        | Jérôme Boateng         | 61' |
| 21    | Defensa        | Joshua Kimmich         |     |
| 7     | Centrocampista | Bastian Schweinsteiger | 79' |
| 8     | Centrocampista | Mesut Özil             |     |
| 11    | Centrocampista | Julian Draxler         |     |
| 14    | Centrocampista | Emre Can               | 67' |
| 18    | Centrocampista | Toni Kroos             |     |
| 13    | Delantero      | Thomas Müller          |     |
| D. T. | D. T.          | Joachim Löw            |     |

| 1     | Guardameta     | Hugo Lloris       |        |
| 3     | Defensa        | Patrice Evra      |        |
| 19    | Defensa        | Bacary Sagna      |        |
| 21    | Defensa        | Laurent Koscielny |        |
| 22    | Defensa        | Samuel Umtiti     |        |
| 8     | Centrocampista | Dimitri Payet     | 71'    |
| 14    | Centrocampista | Blaise Matuidi    |        |
| 15    | Centrocampista | Paul Pogba        |        |
| 18    | Centrocampista | Moussa Sissoko    |        |
| 7     | Delantero      | Antoine Griezmann | 90'+2' |
| 9     | Delantero      | Olivier Giroud    | 78'    |
| D. T. | D. T.          | Didier Deschamps  |        |

| 2  | Defensa        | Shkodran Mustafi | 61' |
| 19 | Centrocampista | Mario Götze      | 67' |
| 20 | Centrocampista | Leroy Sané       | 79' |

| 5  | Centrocampista | N'Golo Kanté        | 71'    |
| 10 | Delantero      | André-Pierre Gignac | 78'    |
| 6  | Centrocampista | Yohan Cabaye        | 90'+2' |

| 45'+2' · 72' | Antoine Griezmann | 0:1 0:2 |

| 36' · 45'+1' · 45'+1' · 50' | Emre Can Bastian Schweinsteiger Mesut Özil Julian Draxler |

| 43' · 75' | Patrice Evra N'Golo Kanté |

| Principal  | Nicola Rizzoli                                                      |
| Asistentes | Elenito Di Liberatore                                               |
|            | Mauro Tonolini Asistentes adicionales Daniele Orsato Antonio Damato |
| Cuarto     | Damir Skomina                                                       |
| Quinto     | Jure Praprotnik                                                     |

|                    |     |     |
| Tiros              | 17  | 15  |
| Tiros a puerta     | 6   | 7   |
| Faltas             | 8   | 12  |
| Saques de esquina  | 6   | 5   |
| Penaltis           | 0   | 1   |
| Fueras de juego    | 4   | 0   |
| Posesión del balón | 65% | 35% |

| Alineación inicial |

| 1     | Guardameta     | Manuel Neuer           |     |
| 3     | Defensa        | Jonas Hector           |     |
| 4     | Defensa        | Benedikt Höwedes       |     |
| 17    | Defensa        | Jérôme Boateng         | 61' |
| 21    | Defensa        | Joshua Kimmich         |     |
| 7     | Centrocampista | Bastian Schweinsteiger | 79' |
| 8     | Centrocampista | Mesut Özil             |     |
| 11    | Centrocampista | Julian Draxler         |     |
| 14    | Centrocampista | Emre Can               | 67' |
| 18    | Centrocampista | Toni Kroos             |     |
| 13    | Delantero      | Thomas Müller          |     |
| D. T. | D. T.          | Joachim Löw            |     |

| 1     | Guardameta     | Hugo Lloris       |        |
| 3     | Defensa        | Patrice Evra      |        |
| 19    | Defensa        | Bacary Sagna      |        |
| 21    | Defensa        | Laurent Koscielny |        |
| 22    | Defensa        | Samuel Umtiti     |        |
| 8     | Centrocampista | Dimitri Payet     | 71'    |
| 14    | Centrocampista | Blaise Matuidi    |        |
| 15    | Centrocampista | Paul Pogba        |        |
| 18    | Centrocampista | Moussa Sissoko    |        |
| 7     | Delantero      | Antoine Griezmann | 90'+2' |
| 9     | Delantero      | Olivier Giroud    | 78'    |
| D. T. | D. T.          | Didier Deschamps  |        |

| 2  | Defensa        | Shkodran Mustafi | 61' |
| 19 | Centrocampista | Mario Götze      | 67' |
| 20 | Centrocampista | Leroy Sané       | 79' |

| 5  | Centrocampista | N'Golo Kanté        | 71'    |
| 10 | Delantero      | André-Pierre Gignac | 78'    |
| 6  | Centrocampista | Yohan Cabaye        | 90'+2' |

| 45'+2' · 72' | Antoine Griezmann | 0:1 0:2 |

| 36' · 45'+1' · 45'+1' · 50' | Emre Can Bastian Schweinsteiger Mesut Özil Julian Draxler |

| 43' · 75' | Patrice Evra N'Golo Kanté |

| Principal  | Nicola Rizzoli                                                      |
| Asistentes | Elenito Di Liberatore                                               |
|            | Mauro Tonolini Asistentes adicionales Daniele Orsato Antonio Damato |
| Cuarto     | Damir Skomina                                                       |
| Quinto     | Jure Praprotnik                                                     |

|                    |     |     |
| Tiros              | 17  | 15  |
| Tiros a puerta     | 6   | 7   |
| Faltas             | 8   | 12  |
| Saques de esquina  | 6   | 5   |
| Penaltis           | 0   | 1   |
| Fueras de juego    | 4   | 0   |
| Posesión del balón | 65% | 35% |

| Alineación inicial |

| 1     | Guardameta     | Manuel Neuer           |     |
| 3     | Defensa        | Jonas Hector           |     |
| 4     | Defensa        | Benedikt Höwedes       |     |
| 17    | Defensa        | Jérôme Boateng         | 61' |
| 21    | Defensa        | Joshua Kimmich         |     |
| 7     | Centrocampista | Bastian Schweinsteiger | 79' |
| 8     | Centrocampista | Mesut Özil             |     |
| 11    | Centrocampista | Julian Draxler         |     |
| 14    | Centrocampista | Emre Can               | 67' |
| 18    | Centrocampista | Toni Kroos             |     |
| 13    | Delantero      | Thomas Müller          |     |
| D. T. | D. T.          | Joachim Löw            |     |

| 1     | Guardameta     | Hugo Lloris       |        |
| 3     | Defensa        | Patrice Evra      |        |
| 19    | Defensa        | Bacary Sagna      |        |
| 21    | Defensa        | Laurent Koscielny |        |
| 22    | Defensa        | Samuel Umtiti     |        |
| 8     | Centrocampista | Dimitri Payet     | 71'    |
| 14    | Centrocampista | Blaise Matuidi    |        |
| 15    | Centrocampista | Paul Pogba        |        |
| 18    | Centrocampista | Moussa Sissoko    |        |
| 7     | Delantero      | Antoine Griezmann | 90'+2' |
| 9     | Delantero      | Olivier Giroud    | 78'    |
| D. T. | D. T.          | Didier Deschamps  |        |

| 2  | Defensa        | Shkodran Mustafi | 61' |
| 19 | Centrocampista | Mario Götze      | 67' |
| 20 | Centrocampista | Leroy Sané       | 79' |

| 5  | Centrocampista | N'Golo Kanté        | 71'    |
| 10 | Delantero      | André-Pierre Gignac | 78'    |
| 6  | Centrocampista | Yohan Cabaye        | 90'+2' |

| 45'+2' · 72' | Antoine Griezmann | 0:1 0:2 |

| 36' · 45'+1' · 45'+1' · 50' | Emre Can Bastian Schweinsteiger Mesut Özil Julian Draxler |

| 43' · 75' | Patrice Evra N'Golo Kanté |

| Principal  | Nicola Rizzoli                                                      |
| Asistentes | Elenito Di Liberatore                                               |
|            | Mauro Tonolini Asistentes adicionales Daniele Orsato Antonio Damato |
| Cuarto     | Damir Skomina                                                       |
| Quinto     | Jure Praprotnik                                                     |

|                    |     |     |
| Tiros              | 17  | 15  |
| Tiros a puerta     | 6   | 7   |
| Faltas             | 8   | 12  |
| Saques de esquina  | 6   | 5   |
| Penaltis           | 0   | 1   |
| Fueras de juego    | 4   | 0   |
| Posesión del balón | 65% | 35% |

| Alineación inicial |

| 1     | Guardameta     | Manuel Neuer           |     |
| 3     | Defensa        | Jonas Hector           |     |
| 4     | Defensa        | Benedikt Höwedes       |     |
| 17    | Defensa        | Jérôme Boateng         | 61' |
| 21    | Defensa        | Joshua Kimmich         |     |
| 7     | Centrocampista | Bastian Schweinsteiger | 79' |
| 8     | Centrocampista | Mesut Özil             |     |
| 11    | Centrocampista | Julian Draxler         |     |
| 14    | Centrocampista | Emre Can               | 67' |
| 18    | Centrocampista | Toni Kroos             |     |
| 13    | Delantero      | Thomas Müller          |     |
| D. T. | D. T.          | Joachim Löw            |     |

| 1     | Guardameta     | Hugo Lloris       |        |
| 3     | Defensa        | Patrice Evra      |        |
| 19    | Defensa        | Bacary Sagna      |        |
| 21    | Defensa        | Laurent Koscielny |        |
| 22    | Defensa        | Samuel Umtiti     |        |
| 8     | Centrocampista | Dimitri Payet     | 71'    |
| 14    | Centrocampista | Blaise Matuidi    |        |
| 15    | Centrocampista | Paul Pogba        |        |
| 18    | Centrocampista | Moussa Sissoko    |        |
| 7     | Delantero      | Antoine Griezmann | 90'+2' |
| 9     | Delantero      | Olivier Giroud    | 78'    |
| D. T. | D. T.          | Didier Deschamps  |        |

| 2  | Defensa        | Shkodran Mustafi | 61' |
| 19 | Centrocampista | Mario Götze      | 67' |
| 20 | Centrocampista | Leroy Sané       | 79' |

| 5  | Centrocampista | N'Golo Kanté        | 71'    |
| 10 | Delantero      | André-Pierre Gignac | 78'    |
| 6  | Centrocampista | Yohan Cabaye        | 90'+2' |

| 45'+2' · 72' | Antoine Griezmann | 0:1 0:2 |

| 36' · 45'+1' · 45'+1' · 50' | Emre Can Bastian Schweinsteiger Mesut Özil Julian Draxler |

| 43' · 75' | Patrice Evra N'Golo Kanté |

| Principal  | Nicola Rizzoli                                                      |
| Asistentes | Elenito Di Liberatore                                               |
|            | Mauro Tonolini Asistentes adicionales Daniele Orsato Antonio Damato |
| Cuarto     | Damir Skomina                                                       |
| Quinto     | Jure Praprotnik                                                     |

|                    |     |     |
| Tiros              | 17  | 15  |
| Tiros a puerta     | 6   | 7   |
| Faltas             | 8   | 12  |
| Saques de esquina  | 6   | 5   |
| Penaltis           | 0   | 1   |
| Fueras de juego    | 4   | 0   |
| Posesión del balón | 65% | 35% |

| Alineación inicial |

## Estadísticas
| Pos. | Selección         | Gr. | Pts. | PJ | PG | PE | PP | GF | GC | Dif | Rend. |
| ---- | ----------------- | --- | ---- | -- | -- | -- | -- | -- | -- | --- | ----- |
| 1    | Francia           | A   | 16   | 7  | 5  | 1  | 1  | 13 | 5  | 8   | 76.2% |
| 2    | Portugal          | F   | 13   | 7  | 3  | 4  | 0  | 9  | 5  | 4   | 47.6% |
| 3    | Gales             | B   | 12   | 6  | 4  | 0  | 2  | 10 | 6  | 4   | 66.7% |
| 4    | Alemania          | C   | 11   | 6  | 3  | 2  | 1  | 7  | 3  | 4   | 61.1% |
| 5    | Italia            | E   | 10   | 5  | 3  | 1  | 1  | 6  | 2  | 4   | 66.7% |
| 6    | Bélgica           | E   | 9    | 5  | 3  | 0  | 2  | 9  | 5  | 4   | 60%   |
| 7    | Polonia           | C   | 9    | 5  | 2  | 3  | 0  | 4  | 2  | 2   | 60%   |
| 8    | Islandia          | F   | 8    | 5  | 2  | 2  | 1  | 8  | 9  | -1  | 53.3% |
| 9    | Croacia           | D   | 7    | 4  | 2  | 1  | 1  | 5  | 4  | 1   | 58.3% |
| 10   | España            | D   | 6    | 4  | 2  | 0  | 2  | 5  | 4  | 1   | 50%   |
| 11   | Suiza             | A   | 6    | 4  | 1  | 3  | 0  | 3  | 2  | 1   | 50%   |
| 12   | Inglaterra        | B   | 5    | 4  | 1  | 2  | 1  | 4  | 4  | 0   | 41.7% |
| 13   | Hungría           | F   | 5    | 4  | 1  | 2  | 1  | 6  | 8  | -2  | 41.7% |
| 14   | Eslovaquia        | B   | 4    | 4  | 1  | 1  | 2  | 3  | 6  | -3  | 33.3% |
| 15   | Irlanda           | E   | 4    | 4  | 1  | 1  | 2  | 3  | 6  | -3  | 33.3% |
| 16   | Irlanda del Norte | C   | 3    | 4  | 1  | 0  | 3  | 2  | 3  | -1  | 25%   |
| 17   | Turquía           | D   | 3    | 3  | 1  | 0  | 2  | 2  | 4  | -2  | 33.3% |
| 18   | Albania           | A   | 3    | 3  | 1  | 0  | 2  | 1  | 3  | -2  | 33.3% |
| 19   | Rumania           | A   | 1    | 3  | 0  | 1  | 2  | 2  | 4  | -2  | 11.1% |
| 20   | Suecia            | E   | 1    | 3  | 0  | 1  | 2  | 1  | 3  | -2  | 11.1% |
| 21   | República Checa   | D   | 1    | 3  | 0  | 1  | 2  | 2  | 5  | -3  | 11.1% |
| 22   | Austria           | F   | 1    | 3  | 0  | 1  | 2  | 1  | 4  | -3  | 11.1% |
| 23   | Rusia             | B   | 1    | 3  | 0  | 1  | 2  | 2  | 6  | -4  | 11.1% |
| 24   | Ucrania           | C   | 0    | 3  | 0  | 0  | 3  | 0  | 5  | -5  | 0%    |

### Participación de jugadores
| #  | Pos        | Jugador               | PJ (T/S) | Minutos Jugados | Goles recibidos | Atajos | Tarjetas Amarillas | Doble Tarjeta Amarilla y Roja | Tarjetas Rojas |
| -- | ---------- | --------------------- | -------- | --------------- | --------------- | ------ | ------------------ | ----------------------------- | -------------- |
| 1  | Guardameta | Manuel Neuer          | 6 (6/0)  | 540'            | 3               | 20     | 0                  | 0                             | 0              |
| 12 | Guardameta | Bernd Leno            | 0        | 0               | 0               | 0      | 0                  | 0                             | 0              |
| 22 | Guardameta | Marc-André ter Stegen | 0        | 0               | 0               | 0      | 0                  | 0                             | 0              |

| #  | Pos            | Jugador                | PJ (T/S) | Minutos Jugados | (P)   | Asistencias | Tarjetas Amarillas | Doble Tarjeta Amarilla y Roja | Tarjetas Rojas |
| -- | -------------- | ---------------------- | -------- | --------------- | ----- | ----------- | ------------------ | ----------------------------- | -------------- |
| 2  | Defensa        | Shkodran Mustafi       | 2        | (1/0)           | 0     | 1           | 0                  | 0                             | 0              |
| 3  | Centrocampista | Matthias Ginter        | 0        | 0               | 0     | 0           | 0                  | 0                             | 0              |
| 4  | Defensa        | Benedikt Höwedes       | 7 (7/0)  | 690'            | 0     | 0           | 2                  | 0                             | 0              |
| 5  | Defensa        | Mats Hummels           | 6 (6/0)  | 509'            | 2     | 0           | 0                  | 0                             | 0              |
| 6  | Centrocampista | Sami Khedira           | 5 (4/1)  | 376'            | 1     | 1           | 1                  | 0                             | 0              |
| 7  | Centrocampista | Bastian Schweinsteiger | 6 (4/2)  | 505'            | 0     | 0           | 2                  | 0                             | 0              |
| 8  | Centrocampista | Mesut Özil             | 7 (7/0)  | 655'            | 1     | 1           | 0                  | 0                             | 0              |
| 9  | Centrocampista | André Schürrle         | 6 (0/6)  | 244'            | 3     | 1           | 0                  | 0                             | 0              |
| 10 | Centrocampista | Lukas Podolski         | 2 (1/1)  | 54'             | 0     | 0           | 0                  | 0                             | 0              |
| 11 | Delantero      | Miroslav Klose         | 5 (3/2)  | 280'            | 2     | 0           | 0                  | 0                             | 0              |
| 13 | Centrocampista | Thomas Müller          | 7 (7/0)  | 682'            | 5 (1) | 3           | 0                  | 0                             | 0              |
| 14 | Centrocampista | Julian Draxler         | 1 (0/1)  | 14'             | 0     | 0           | 0                  | 0                             | 0              |
| 15 | Defensa        | Erik Durm              | 0        | 0               | 0     | 0           | 0                  | 0                             | 0              |
| 16 | Defensa        | Philipp Lahm           | 7 (7/0)  | 690'            | 0     | 2           | 1                  | 0                             | 0              |
| 17 | Defensa        | Per Mertesacker        | 6 (4/2)  | 435'            | 0     | 0           | 0                  | 0                             | 0              |
| 18 | Centrocampista | Toni Kroos             | 7 (7/0)  | 690'            | 2     | 4           | 0                  | 0                             | 0              |
| 19 | Centrocampista | Mario Götze            | 6 (3/3)  | 258'            | 2     | 0           | 0                  | 0                             | 0              |
| 20 | Defensa        | Jérôme Boateng         | 7 (7/0)  | 646'            | 0     | 0           | 0                  | 0                             | 0              |
| 21 | Defensa        | Shkodran Mustafi       | 3 (1/2)  | 131'            | 0     | 0           | 0                  | 0                             | 0              |
| 23 | Delantero      | Mario Gómez            | 3 (1/2)  | 43'             | 0     | 0           | 0                  | 0                             | 0              |